# Watyniec
Watyniec (ukr. Ватинець) – wieś na Ukrainie, na Wołyniu, w rejonie łuckim obwodu wołyńskiego.

## Historia
Pod koniec XIX w. wieś w gminie Świniuchy, w powiecie włodzimierskim.
Do 2020 w rejonie horochowskim. 

## Urodzeni
W Watyńcu urodził się polski architekt Janusz Szablowski.